# 루마일라 유전
루마일라 유전(영어: Rumaila oil field)은 이라크 남부 바스라 시에서 남서쪽으로 약 50km 떨어진 곳에 위치한 초대형 유전이다. 이라크 석유 회사(IPC)의 계열사인 바스라 석유 회사(BPC)가 1953년에 발견한 이 유전에는 170억 배럴의 석유가 매장되어 있는 것으로 추정되며, 이는 이라크 석유 매장량 1,430억 배럴의 12%에 해당한다. 루마일라는 이라크에서 발견된 유전 중 가장 큰 유전이자 세계 3대 유전 중 하나라고 한다.
압둘카림 카심 치하에서, 이 유전은 1961년 12월 11일 공공법 제80호에 의해 이라크 정부에 의해 국유화되었다. 그 이후로 이 거대한 유전은 이라크의 통제 하에 남아 있었다. IPC의 자산과 권리는 사담 후세인에 의해 1972년에 국유화되었고, BPC의 자산과 권리는 1975년에 국유화되었다. 이라크와 쿠웨이트 간의 유전 내 경사 시추 의혹을 둘러싼 분쟁은 1990년 이라크의 쿠웨이트 침공의 원인 중 하나였다.
수십 년간 서방의 제재로 인한 투자 부족으로, 2000년대 초반에는 유전이 저수지 자체의 자연적 기반 감소뿐만 아니라 노후된 인프라 및 장비로 인해 생산 능력, 환경 보호 및 안전이 위협받고 있었다.
북루마일라 마을은 현지 주민들에게 "묘지"라고 불린다. 2022년 한 지역 환경 과학자는 BBC에 이 지역의 암 발생률이 너무 높아 "독감 같다"고 말했다.
BBC 보도 이후, 루마일라 운영 기구(ROO)는 루마일라에서 운영하는 시설의 가스 플레어를 줄여왔다. 이는 2022년 동안 추가로 20% 감소했으며, 지난 7년간 65% 이상 감소하는 데 기여했다.

## 소유권
이 유전은 이라크(바스라 석유 회사)가 소유하고 있다. 2000년대 첫 10년간의 입찰 라운드에 이어, BOC와 BP, 페트로차이나, 국영 석유 마케팅 기구(SOMO) 사이에 2009년 기술 서비스 계약이 체결되었다. 이 계약은 ROO를 유전 운영자로 설립하고, 새로운 기술 및 인프라, 직원 교육 및 장비, 그리고 광범위한 시추 및 확장 프로그램을 도입하는 내용을 담고 있었다.
2022년 6월, 페트로차이나와 BP가 전적으로 소유하며 루마일라 유전의 지분을 관리하는 회사인 Basra Energy Company Ltd (BECL)는 기존 기술 서비스 계약에 따라 BP로부터 선두 계약자 역할을 인계받았다. BECL은 외부 자금 조달에 대한 접근성 향상을 포함하여 유전에 대한 지속적이고 최적화된 투자를 가능하게 하기 위해 설립되었다. ROO는 계속 운영자로 남아 있었다. 기술 서비스 계약은 2014년에 연장되어 현재 2034년까지 유효하다.

## 생산
유전의 전환은 2010년에 시작되었으며 그 이후 생산량은 35% 증가했다. 2022년 동안, 이 유전의 보고된 생산량은 평균 1,421,000 barrels per day (225,900 m3/d)로, 이라크 전체 석유 생산량인 4.6 million barrels per day (730,000 m3/d)의 약 30%를 차지했다. 2019년 현재 루마일라에서는 약 550개의 생산정이 가동 중이었다.
생산 시설
이 유전은 루마일라 운영 기구가 운영한다. 시설에는 본부, 폐기물 관리 센터, 보급 기지 및 훈련 아카데미가 포함된다. 또한 7개의 운영 클러스터 펌프 스테이션과 14개의 탈가스 스테이션(북부 유전에 7개, 남부 유전에 7개)이 있다. 이 탈가스 스테이션은 3상 분리(원유, 물, 천연가스)를 제공한다. 원유는 파이프라인을 통해 지역 정유소나 바스라 항구로 보내져 수출된다. 천연가스는 Basrah Gas Company에 공급될 뿐만 아니라, 최근 건설된 루마일라 발전소에서 사용되어 다양한 유전 시설에 전기를 공급한다. 물은 폐기물 처리정에 처리된다. 탈가스 스테이션 이름:
- 북부 루마일라: DS1, DS2, DS3, DS4, DS5, NIDS, SIDS
- 남부 루마일라: Markazia (Rumaila), Janubia, Shamiya, Qurainat, Mishrif Shamiya, Mishrif Qurainat, Ratqa

## 매장량
루마일라는 약 170억 배럴의 석유를 보유하고 있는 것으로 알려져 있으며, 이는 이라크 석유 매장량 1,431억 배럴의 12%를 차지한다. 석유는 지표면 아래 약 2,400 m (7,900 ft)에 위치하고 있어 생산하기 쉬운 목표물로 간주된다. 현재 생산량인 1,421,000 barrels per day (225,900 m3/d)로 볼 때, 매장량-생산량 비율은 35년 미만이다.

## 중요성

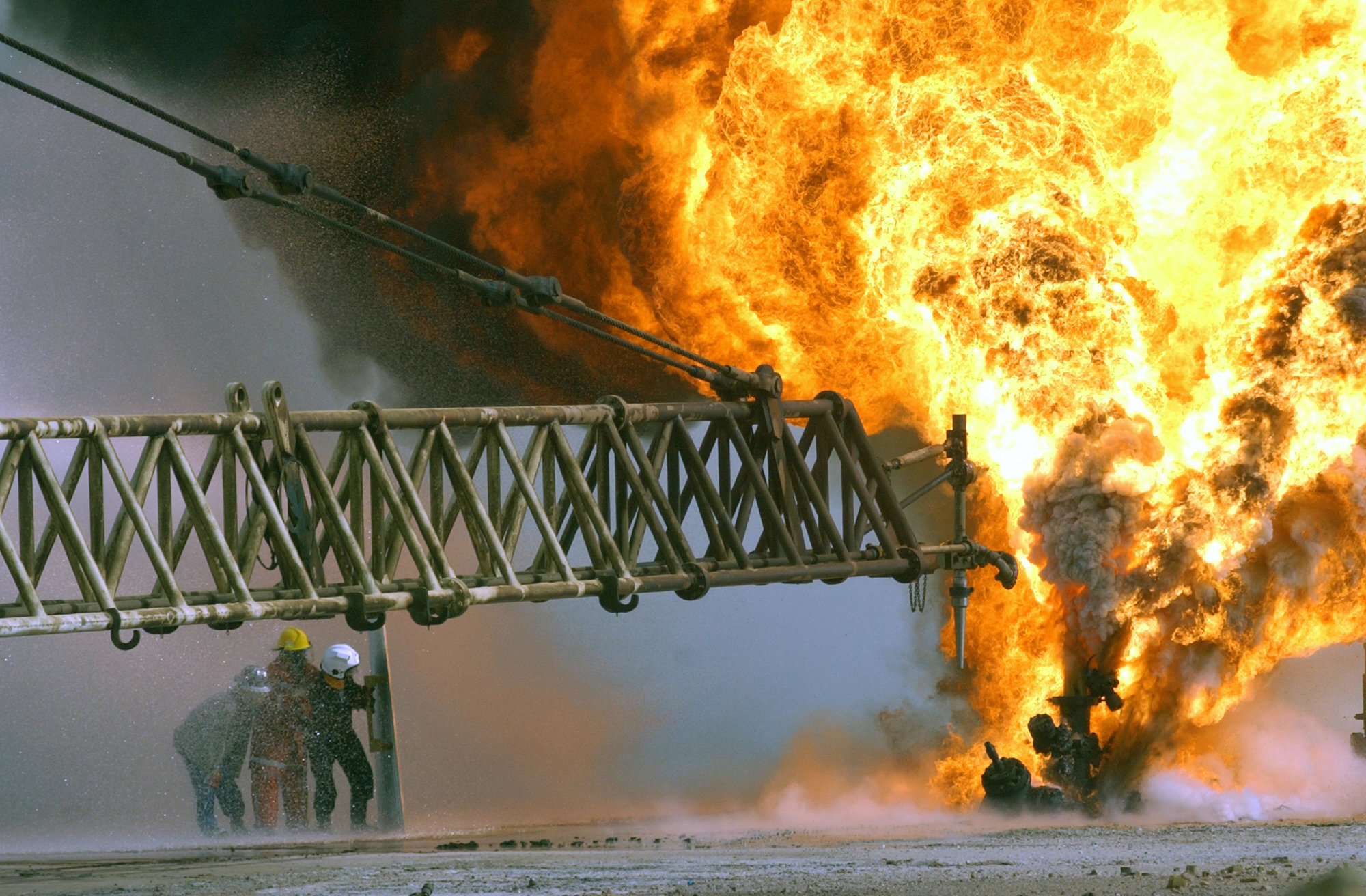
2003년 3월 루마일라 유전에서 불타는 유전을 진압하려는 쿠웨이트 소방관들

루마일라 유전은 1990년 걸프 전쟁에서 중요한 역할을 했다. 이라크는 쿠웨이트가 이라크 영토 아래로 시추했다고 비난한 후 1990년 8월 2일 쿠웨이트를 공격했다. 또한 쿠웨이트는 OPEC이 정한 조약 한도를 초과하는 양의 석유를 생산하고 있었다. 실제로 1990년 이라크의 쿠웨이트 점령 이전에 쿠웨이트는 루마일라 유전의 쿠웨이트 지역에 8개의 수직정만을 시추했으며, 다양한 기술적 문제로 인해 생산이 제한되었다. 1991년 쿠웨이트 해방 이후, 유엔 국경 획정 위원회는 역사적 자료로 돌아가 쿠웨이트 국경을 북쪽으로 이동시켰는데, 이는 이라크가 쿠웨이트 영토에서 생산하고 있었다는 것을 의미했다.
2003년 이라크 침공 당시, 이라크 지상군은 18km 길이의 방어용 지뢰밭을 설치했는데, 여기에는 약 10만 개의 지뢰가 매설되어 있었다. 이라크군은 또한 방어 기동으로 유전의 일부에 불을 질렀지만, 이 화재는 나중에 연합군에 의해 진압되었다.

## 암 위험
가스는 개방적으로 연소될 때 암과 관련된 오염 물질을 생성할 수 있다. 이라크 법은 사람의 집에서 10km 이내에서 가스 연소를 금지하지만, BBC는 2022년에 가스가 집에서 350m 떨어진 곳에서도 연소되고 있다는 사실을 발견했다. 이라크 보건부에서 유출된 보고서는 2015년에서 2018년 사이에 바스라에서 암 발생률이 20% 증가한 원인을 대기 오염으로 지목했지만, 보건부는 또한 직원들에게 건강 피해에 대해 언급하는 것을 금지했다. 야셈 알팔라히 이라크 환경부 장관은 나중에 "석유 생산으로 인한 오염이 지역 암 발생률 증가의 주요 원인"이라고 인정했다. 영향을 받은 현지인 중 누구도 보상을 받지 못했다.
BP에 따르면, 루마일라 운영 기구는 2016년 이후 운영 시설의 가스 플레어를 65% 이상 줄였다.

### 잠재적 원인
석유 생산은 "관련 가스"의 생성을 초래할 수 있다. 관련 가스는 석유 생산 과정에서 유입되는 메탄 및 탄화수소와 같은 가스이다. 과도한 석유 가스 및 기타 물질은 사용되지 않으면 플레어링될 수 있다. 가스 플레어링은 이산화탄소(CO2), 메탄(CH4), 흑색 탄소 등을 포함한 수많은 유해 부산물을 발생시킨다. 세계은행은 루마일라가 세계에서 가장 높은 플레어링 수준 중 하나를 가지고 있다고 추정했다. 연구에 따르면 비전통적인 석유, 가스 개발(UO&G)과 대기 오염 사이에 연관성이 발견되었다. 이러한 대기 오염과 잠재적인 수질 오염은 초기 아동 발달에 지장을 초래하며, 일부 경우에는 백혈병과 암으로 이어질 수 있다.
건강에 영향을 미치는 특정 입자 중 하나는 폴리사이클릭 아로마틱 하이드로카본(PAHs)으로, 유해하고 독성이 있을 수 있다. 최근 연구에 따르면 루마일라 유전 내외의 토양에서 PAHs가 발견되었다. 이러한 농도는 석유 생산, 정제, 탐사, 대기 오염 및 기름 유출로 인한 것이다. 이 PAHs 양은 국제 토양 농도 제한을 초과한다. PAHs 입자는 토양과 지하수에 고농도로 축적될 경우 공중 보건 문제가 될 수 있다. PAHs는 식품 시스템으로 유입되어 인간과 동물의 건강에 영향을 미칠 수 있다.

### 보고된 사건 및 영향
지역 루마일라 공동체는 종종 언론에서 제대로 다뤄지지 않고 과소 대표된다. 부분적으로 루마일라 유전이 정부 소유이기 때문이다. 이로 인해 사건 및 건강 보고서를 포함한 여러 문서가 비공개로 모니터링된다. 한 이라크 시민은 루마일라 유전 회사에서 수행한 플레어링에 대해 개인적으로 처음으로 법적 조치를 취했다. 그는 아들이 석유 플레어링에서 발생한 유독성 화학 물질에 영향을 받아 암이 발병했다고 주장한다. 또한 이러한 장기적인 건강 영향이 나중에 사망으로 이어졌다는 우려도 있다. 또한 이 지역에서 4~5명의 다른 사망자가 유전으로 인한 오염과 관련이 있다는 미확인 주장도 있다. 이라크 보건부 보고서 또한 이 지역의 암 발생 사례가 과거에 보고된 것보다 3배 더 높았다는 정보가 유출되었다.

## 같이 보기
- 가와르 유전
- 마즈눈 유전
- 서 쿠르나 유전